# PESA Baureihe 27WE
Die Baureihe 27WE von Pesa in Bydgoszcz sind sechsteilige elektrische Triebzüge, die seit 2013 bei zwei Transportunternehmen in Polen eingesetzt werden. Die Fahrzeuge ersetzten verschiedene Altbautriebwagen der PKP und sind die längsten Fahrzeuge der Plattform ELF des Herstellers.

## Geschichte
Im Jahr 2013 lieferte Pesa in Bydgoszcz 13 sechsteilige Triebzüge des Typs 27WE an die SKM Warschau. Die Fahrzeuge sind ähnlich der vierteiligen Züge der Plattform ELF aufgebaut. Durch den Einsatz wurde die Fahrzeugsituation auf der SKM spürbar verbessert, sodass es zur Ausmusterung von Altbaufahrzeugen kommen konnte.

### 27WEb
Ebenfalls 2013 wurden sechs sechsteilige Züge an die Koleje Śląskie ausgeliefert. Im Gegensatz zu den Zügen der SKM Warschau bestehen diese aus zwei gekuppelten dreiteiligen Halbzügen. Dadurch können die Züge in der Werkstatt besser getrennt werden. Diese Fahrzeuge werden 27WEb bezeichnet. Die Fahrzeuge wurden erst nach Ausbesserungen Ende 2013 übernommen.

### Unfälle
Der 27WE-009 verunfallte im Jahr 2013, als eine Weiche unter dem fahrenden Zug umgelegt wurde. Er war weiter 2014 in einen Frontalzusammenstoß mit einem EN57 der Koleje Mazowieckie verwickelt, wodurch die Frontpartie beschädigt wurde. Das Fahrzeug wurde bei PESA wieder aufgebaut.

## Konstruktion
Die Produktfamilie orientiert sich an vorhandene Konstruktionen wie dem Siemens Desiro, Alstom Coradia Continental oder Bombardier Talent 2. Merkmal ist die Verwendung als niederfluriges Fahrzeug bei S-Bahnen bis hin zum Schnellzug mit der entsprechenden Anzahl von Mittelwagen. Sie wurden zusammen mit dem PESA 219M von dem Designteam Bartosz Piotrowski und Arkadiusz Sobkowiak entworfen. Sie besitzen eine Scharfenbergkupplung.
Die Fahrzeuge haben in der Bauform für die SKM Warschau zusätzlich zu den beiden angetriebenen Endrehgestellen auch zwei Jakobs-Drehgestelle zwischen den Wagen 2 und 3 sowie 4 und 5. In der Bauform für die Koleje Śląskie besitzen sie bei annähernd gleicher Leistung lediglich ein mittleres angetriebenes Drehgestell.
Die Triebdrehgestelle werden durch Drehstrom-Asynchronmotoren über durch IGBT gesteuerte Umrichter angetrieben. Die Traktionsausrüstung ist auf dem Dach der Triebfahrzeuge untergebracht. Das zweistufigem Federsystem besteht aus der primären Federung mit Schraubenfedern, die sekundäre Federung ist eine Luftfederung. Die Fahrzeuge entsprechen der europäischen Norm für passive Sicherheit.
Die Wagenkästen sind in Spantenbauart ausgeführt, die Profile wurden aus höherfestem und korrosionsträgem Material hergestellt. Alle Türen befinden sich im Niederflurbereich und sind mit Schiebetritten zur Spaltüberbrückung an Bahnsteigen mit niederer Einstiegshöhe von 550 mm ausgerüstet. Die Mittelwagen sind mit Längssitzen, die Triebköpfe mit Niederflur- und Hochflurbereichen besitzen Quersitze in der Anordnung 2+2. Die Triebzüge sind mit Videoeinrichtung ausgerüstet und besitzen ein umfangreiches Fahrgastinformationssystem.

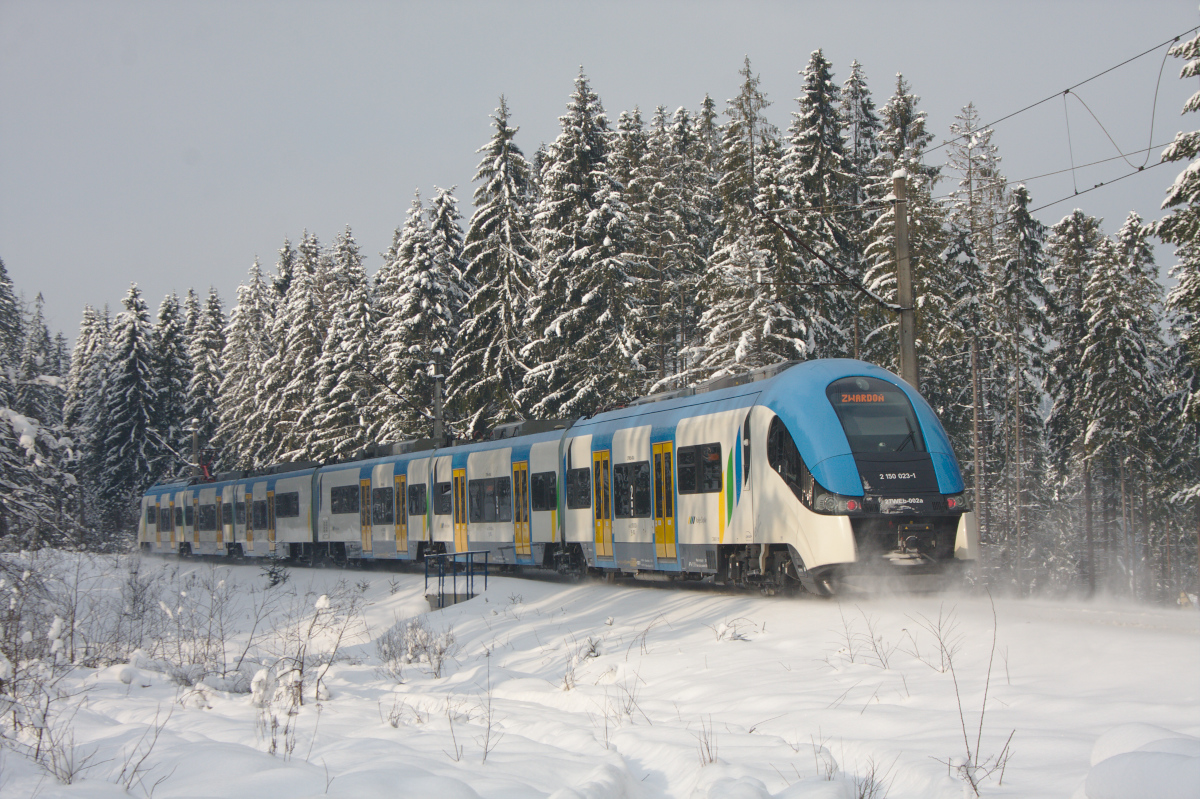
27WEb-002 der Koleje Śląskie bei PESA (2013)
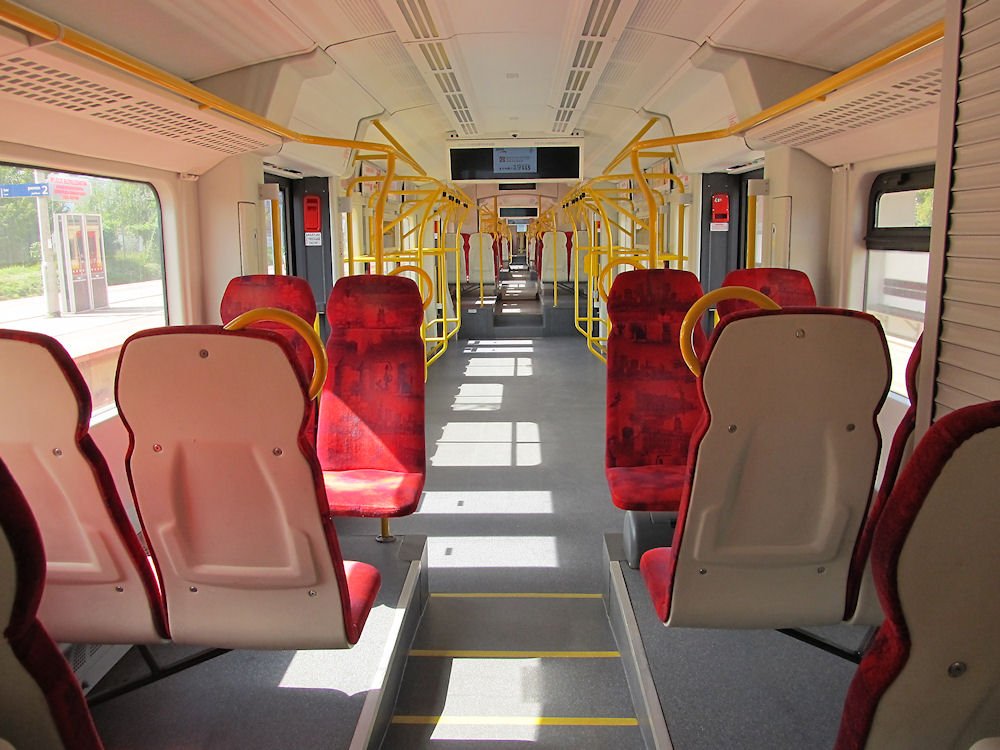
Fahrgastraum eines 27WE-Triebwagens der SKM Warschau
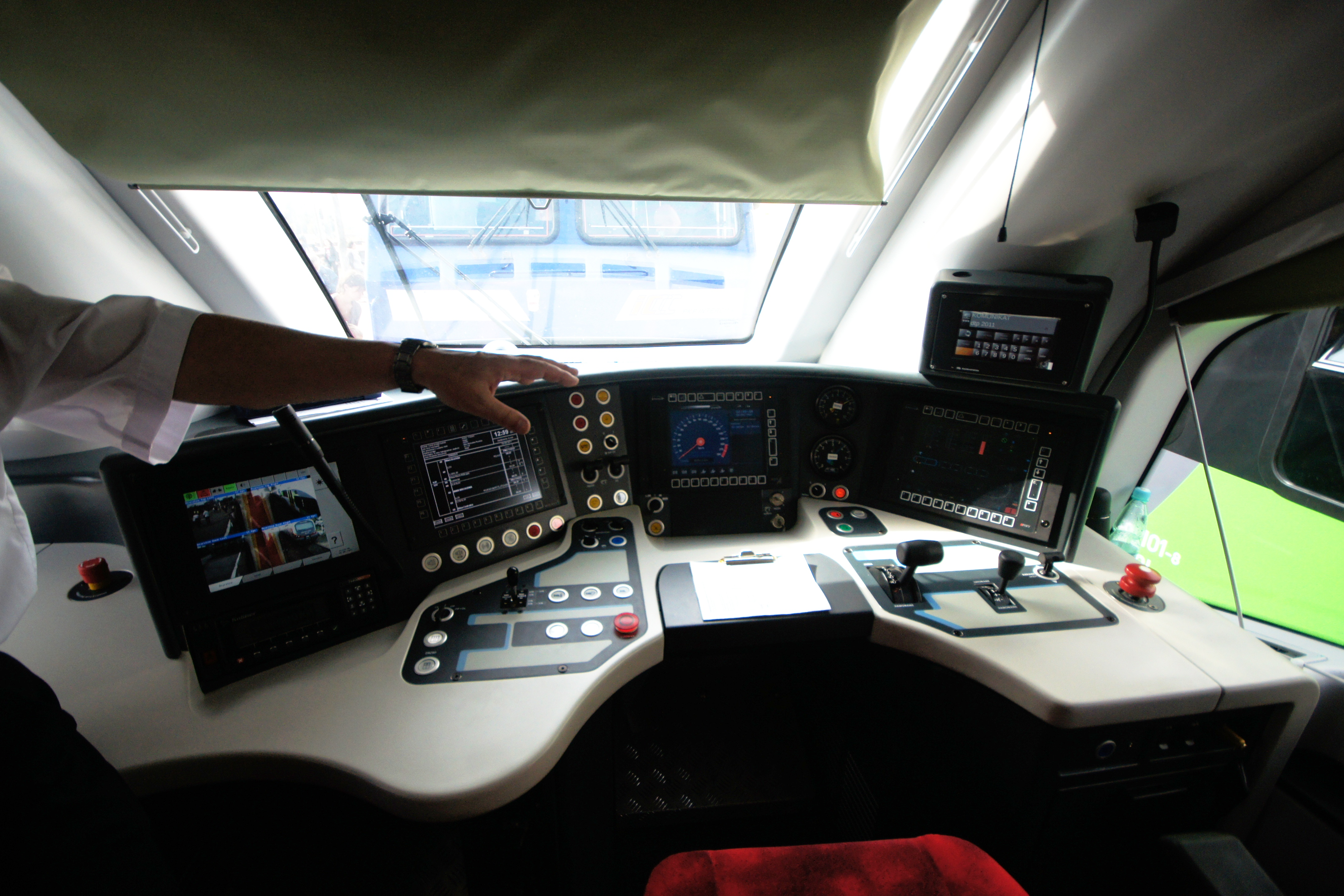
Fahrerkabine eines 27WE der SKM Warschau
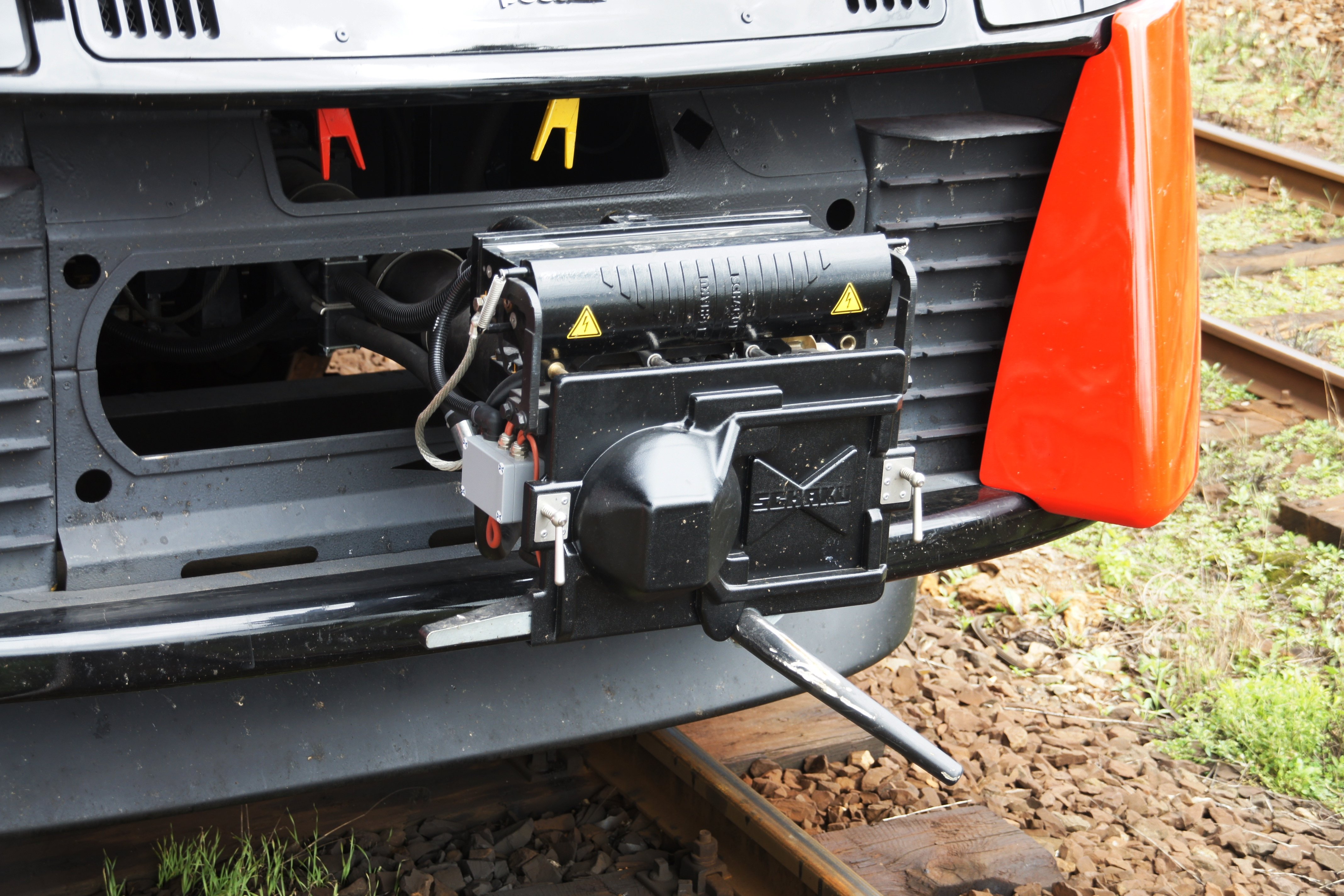
Scharfenberg-Kupplung eines 27WE der SKM Warschau